# Марка (узел)
Ма́рка (англ. whipping) — шлаги шкимушгара на конце троса для предотвращения расплетания прядей. Марку завязывают на концах прядей при сплесневании тросов, изготовлении огонов, кнопов, мусингов. Также марку используют при разрубании тросов. На тросы из растительного материала марки накладывают линём или каболкой, на лини — парусной нитью, на стальные тросы — лужёной проволокой.
Даже правильно наложенная и надёжная марка по мере изнашивания неизбежно ослабевает и сходит с троса. Для фалов, которые бьются на ветру, таких как сигнальные фалы и бегучий такелаж требуется постоянно обновлять марки.
Схваткой временно скрепляют ходовой конец троса с коренным, отличают от бензеля, которым временно скрепляют середины двух тросов вместе, отличают от марки, которой временно укрепляют конец троса от расплетания.
Помимо своего прямого предназначения, марки также применяют в быту — вместо хомута на шланге поливочного крана; в скаутинге — для создания временных мостов и треног, путём связывания жердей, крепление рамы воздушного змея, утягивание горловины мешка; в иудаизме — для декоративной цели при навязывании цицит на талит.

## Фотогалерея

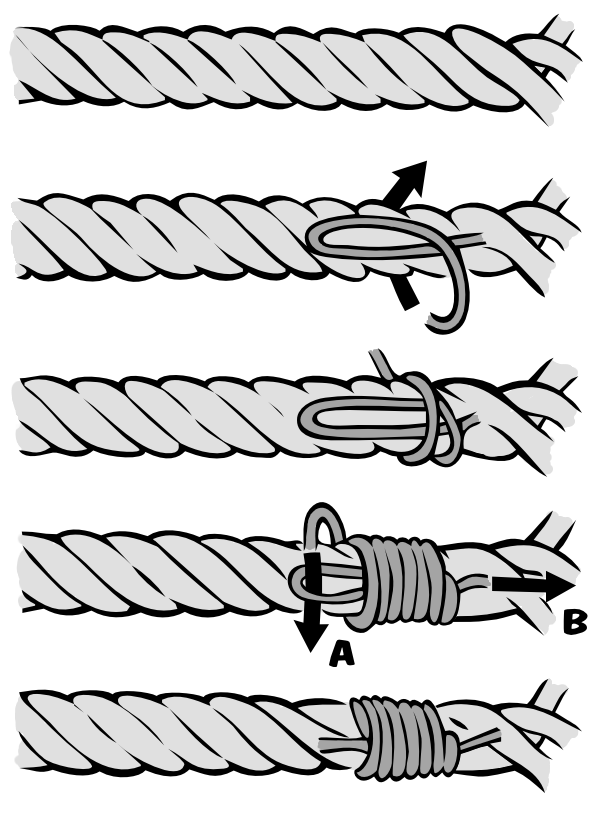
Способ завязывания простой марки
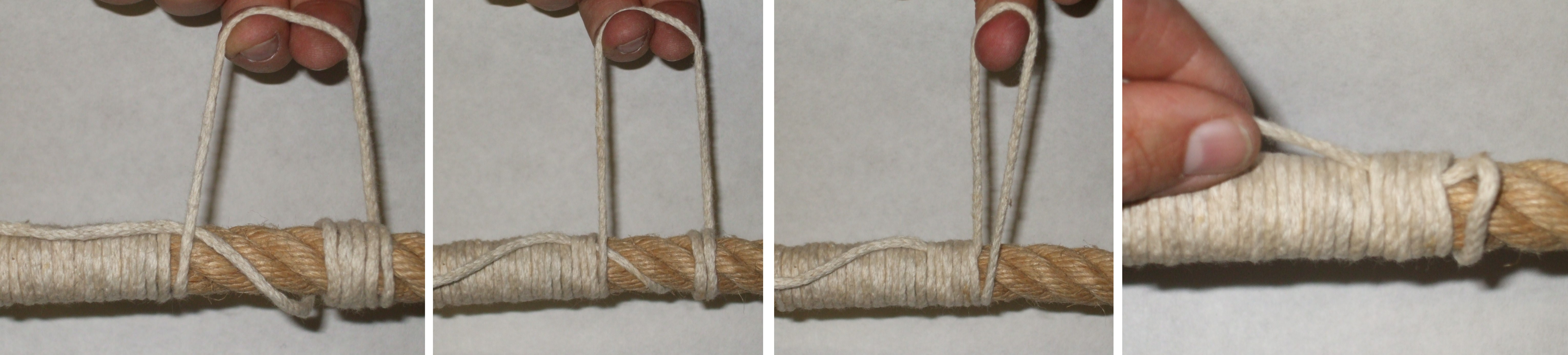
Один из способов наложения марки на трос
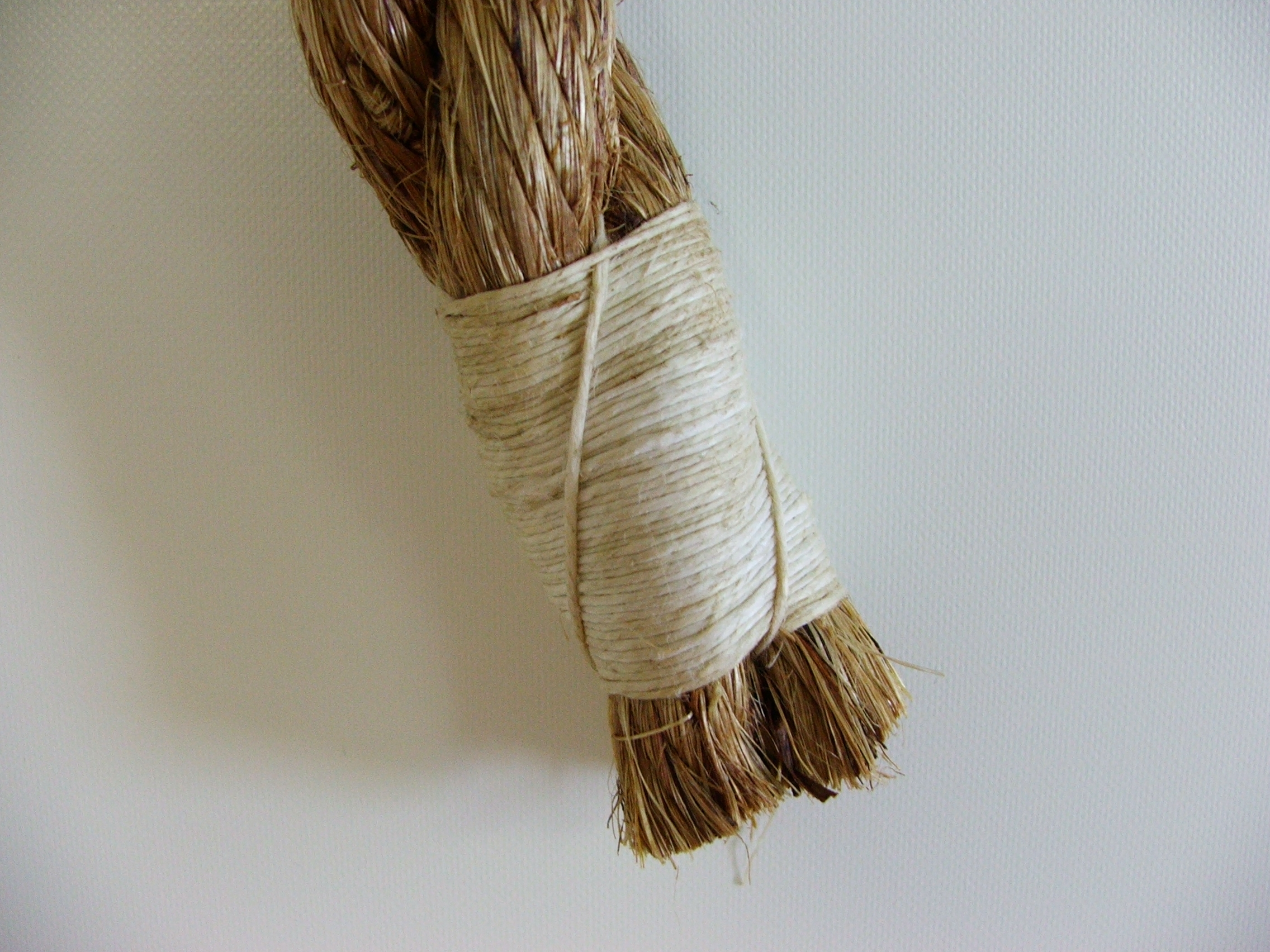
Марка на лине
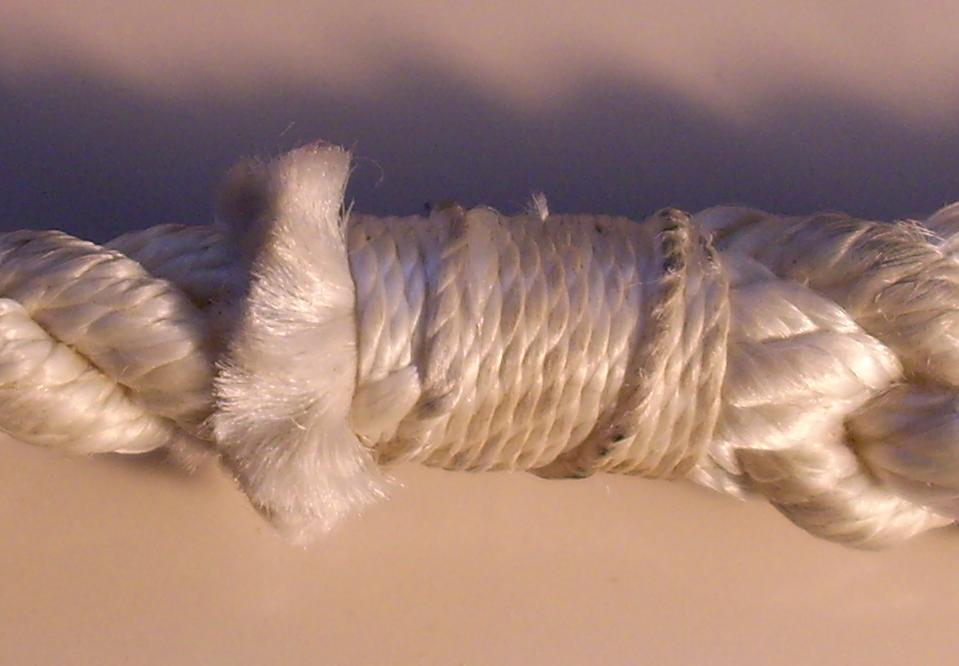
Марка на сплесне (на середине тросов)
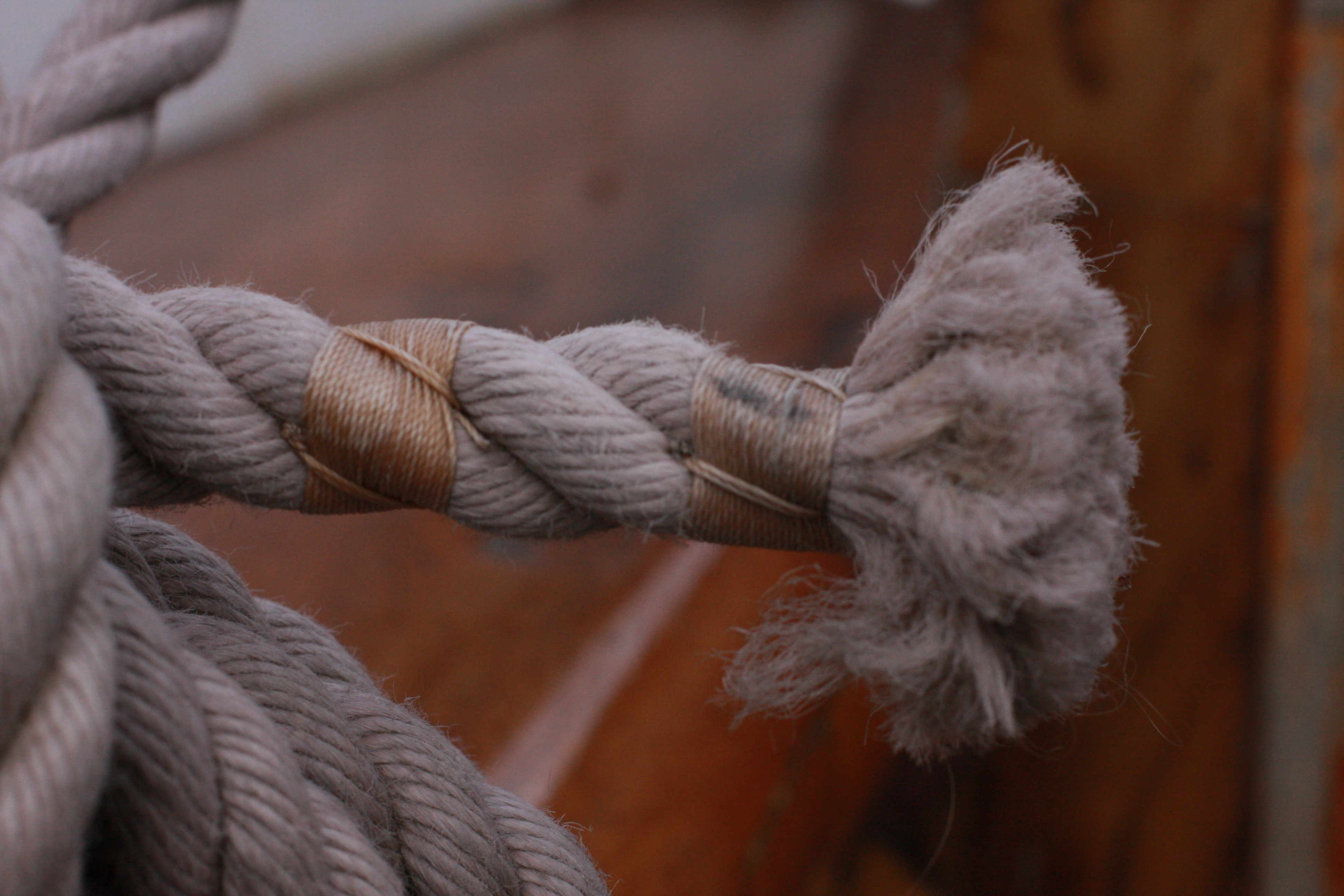
Двойная марка на конце троса
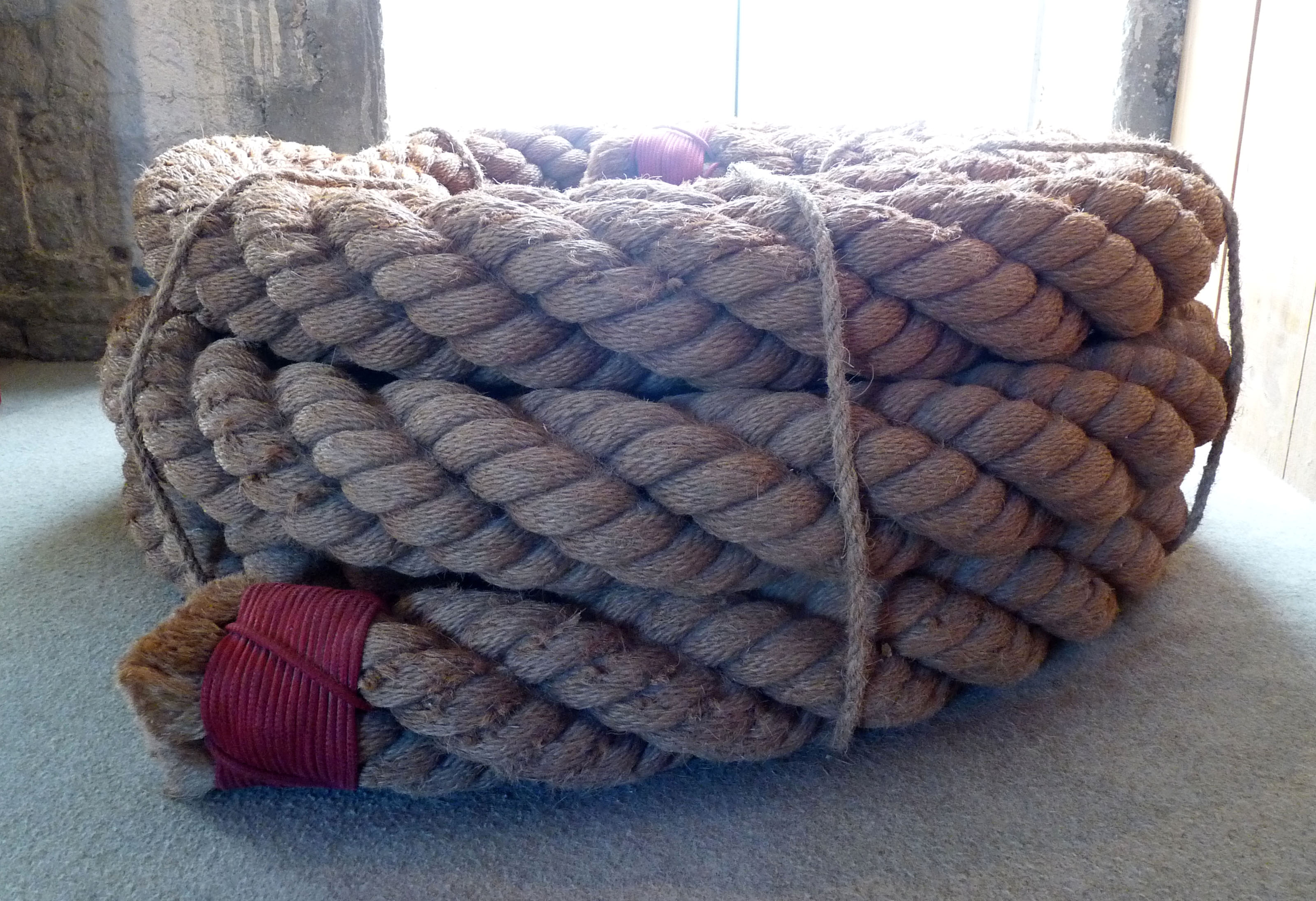
Марка с пробивкой на конце сбухтованного троса

## Перечень
| Изображение | Наименование на русском языке     | Наименование на английском языке            | Описание |
| ----------- | --------------------------------- | ------------------------------------------- | --- |
|             | Простая марка                     | Common whipping                             | Плотные обороты вокруг троса из растительного материала. Сделать петлю линём и уложить вдоль троса. Обмотать, а конец вставить в петлю. Потянув за конец петли, втянуть конец под обмотку. Длина обмотки должна соответствовать диаметру троса. Наиболее распространённый вид марок из-за своей простоты. Марка — слабая |
|             | Самозатяжная марка                | Sailor’s whipping («матросская марка»)      | Намотать одним концом линя на другой, и потянув за концы закрепить — вид временной марки «на скорую руку», когда нет возможности положить марку тщательно |
|             | Американская марка                | American whipping                           | Самозатяжная марка, концы которой связывали прямым узлом — способ маркирования швартовых канатов американскими матросами, название, даденое британскими матросами способу наложения марок американскими матросами |
|             | Такелажная марка                  | Rigger’s whipping («такелажниковая марка»)  | Скорый способ — сложить линь пополам, наложить петлю на трос, а концы вставить в петлю, сдвоенными концами плотно обматывать трос, концы подоткнуть под обмотку |
|             | Марка с пробивкой, парусная марка | Sailmaker’s whipping («парусниковая марка») | Надёжная марка на тросах из растительных материалов, трос прошивают насквозь иглой с линём дважды |
|             | Французская марка                 | French whipping                             | Сделать огон на конце линя и вставить конец, образуя «бегущий» огон и накинуть на конец троса. Концом линя делать серию одинаковых полуштыков, при этом образовавшийся рисунок марки должен укладываться в ложбины свивки троса                                                                                          |
|             | Коронная марка                    | Crown whipping                              | Сквозное прошивание троса линём — наиболее надёжная марка из всех (на тросах из растительных материалов) |
|             | Португальская марка               | Portuguese whipping                         | Наипростейший вид из всех марок — уложить конец линя вдоль троса, а другим концом линя плотно обмотать трос. Когда концы линя сойдутся, связать их вместе прямым узлом |
|             | Западная марка                    | West Country whipping                       | Сделать полуузел, после концы линя провести на обратную сторону троса и снова сделать полуузел, повторить нужное количество раз, окончив марку прямым узлом. Западная марка — надёжнее, чем простая марка, впервые марка описана в 1848 году                                                                             |
|             | Марка связиста                    | Lineman’s whipping                          | Марка, сделанная изолентой |
|             | Кабельная марка                   | Cable whipping                              | Обмотку выполняют более плотно, чем остальные |
|             | Двойной констриктор               |                                             | Постоянная марка |
|             | Констриктор                       | Constrictor Knot                            | Более плотная постоянная марка, чем питонов и прямой узлы |
|             | Питонов узел                      | Strangle Knot                               | Лучше, чем прямой узел |
|             | Прямой узел                       | Reef Knot («рифовый узел»)                  | Самая слабая марка |